# Carry On Wayward Son
Singles de Kansas
It Takes a Woman's Love (To Make a Man)
(1976) What's on My Mind
(1976)
Carry On Wayward Son est une chanson du groupe américain Kansas sortie en 1976. 
Elle est la première chanson du quatrième album du groupe, Leftoverture, sorti en 1976. 
Le morceau a décroché un disque d'or aux États-Unis le 18 décembre 1990 avec 500 000 exemplaires vendus.
Cette chanson est utilisée dans la série Supernatural lors du dernier épisode de chaque saison sauf dans la première où on l'entend lors de l'avant-dernier épisode, elle est aussi chantée lors du 200e épisode de la série. Une version reprise par le groupe de musique Neoni est diffusée durant l'épisode final de la série. 
Elle est également utilisée dans la série "South Park" lors de la saison 11 épisode 13, Guitare Zéro (VO : Guitar Queer-O).
La chanson est aussi présente dans le jeu vidéo GTA V, audible sur Los Santos Rock Radio (mais uniquement sur la programmation PS4, Xbox ONE et PC). 
La chanson est utilisée comme une musique d'entrée (theme song) par le quatuor de catcheurs The Elite (Kenny Omega, Adam Page,Nick Jackson et Matt Jackson) à l'AEW depuis 2022. 
Elle est utilisée également pendant la saison 2 épisode 14 de la nouvelle série Walker (joué par Jared Padalecki, également acteur principal de la série Supernatural). La chanson est interprétée par le groupe lui-même. 
La chanson est également entendue dans la saison 2 épisode 8 de la série Big Sky (où Jensen Ackles est invité dans la saison 2 et principal dans la saison 3). 